# Стресор
Стресори — це фактори навколишнього середовища або особисті, дія яких виводить із рівноваги фізіологічні та психічні функції людини, що позначається на нервовій системі організму та спричиняє виникнення стресу. У відповідь на стресор в організмі виділяється кортизол.